# 阿尔芒松河畔佩里尼
阿爾芒松河畔佩里尼（法語：Perrigny-sur-Armançon，法語發音：[pɛʁiɲi syʁ aʁmɑ̃sɔ̃]）是法国勃艮第-弗朗什-孔泰大区约讷省的一个市镇，属于阿瓦隆区。

## 地理
阿尔芒松河畔佩里尼（47°41'22"N, 4°14'12"E）面积14.04 平方千米，位于法国勃艮第-弗朗什-孔泰大區约讷省，该省份为法国中北部内陆省份，西接卢瓦雷省，西北接塞纳-马恩省，南至涅夫勒省，东临科多尔省，东北与奥布省接壤。
与阿尔芒松河畔佩里尼接壤的市镇（或旧市镇、城区）包括：尼伊、阿尔芒松河畔艾西、阿涅尔昂蒙塔涅、鲁日蒙、克里、埃蒂韦。

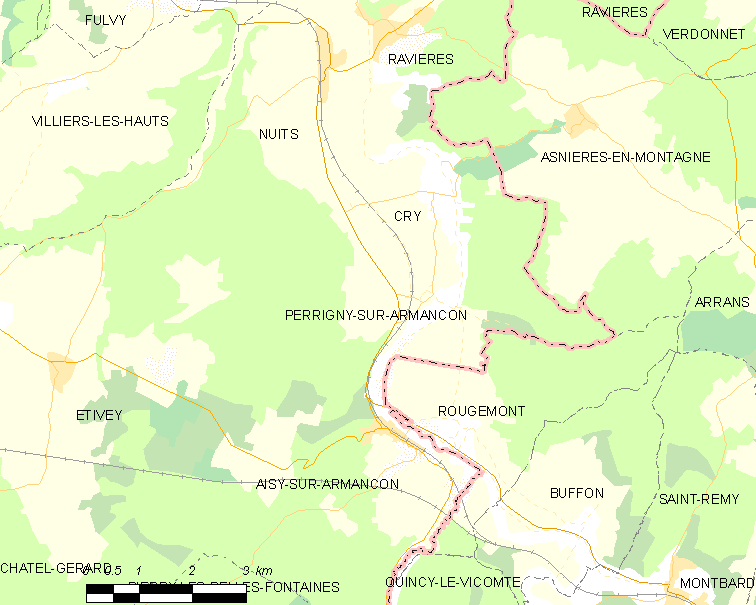
阿尔芒松河畔佩里尼的OSM定位图

阿尔芒松河畔佩里尼的时区为UTC+01:00、UTC+02:00（夏令时）。

## 行政
阿尔芒松河畔佩里尼的邮政编码为89390，INSEE市镇编码为89296。

## 政治
阿尔芒松河畔佩里尼所属的省级选区为托内鲁瓦县。

## 人口

1962-2008年间阿尔芒松河畔佩里尼人口变化图示

阿尔芒松河畔佩里尼于2022年1月1日时的人口数量为125人。